# Ferdinand Johann von Olivier

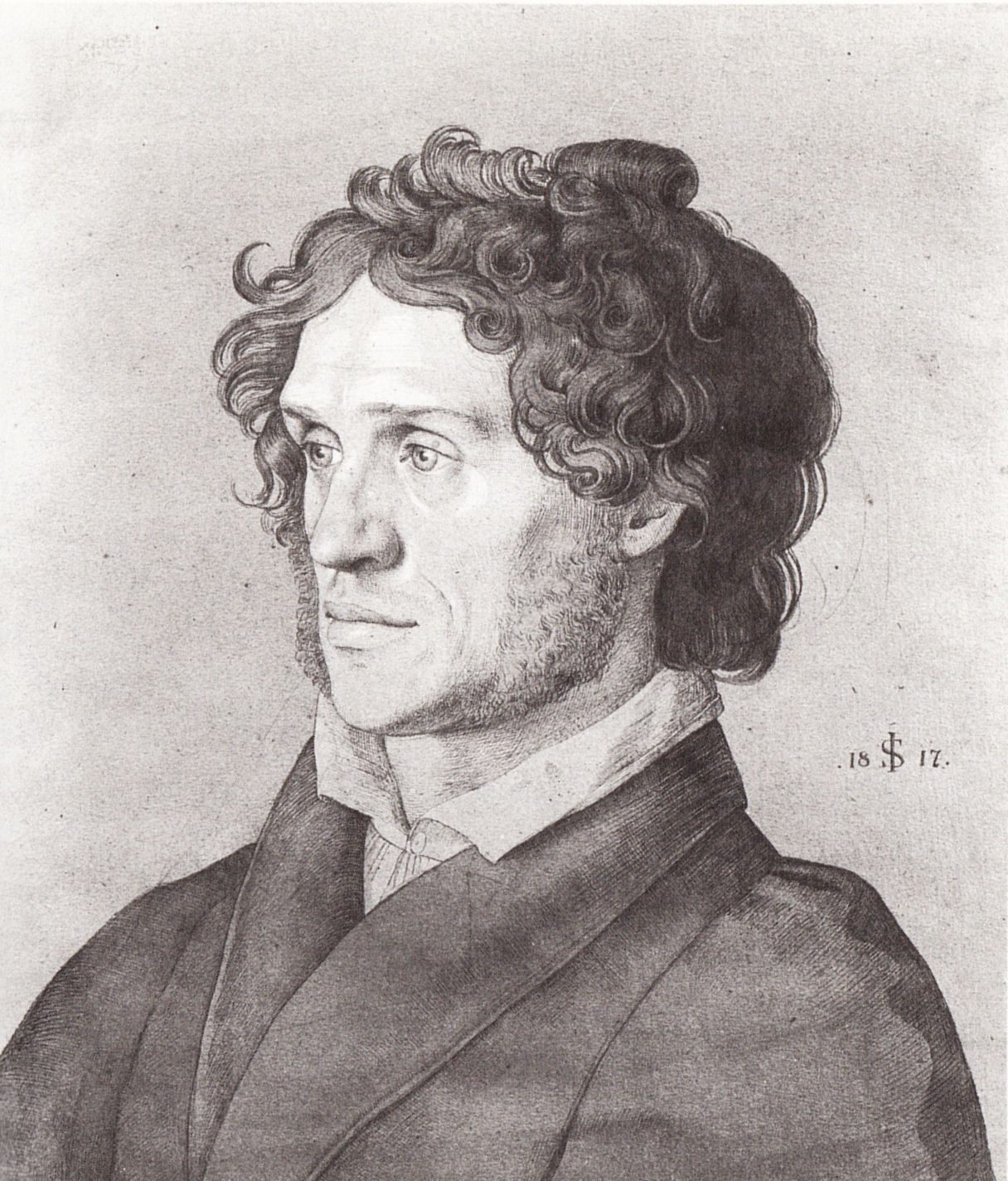
Ferdinand Johann von Olivier (Zeichnung von Julius Schnorr von Carolsfeld 1817)

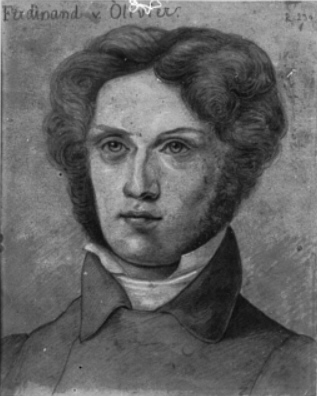
Jugendbildnis

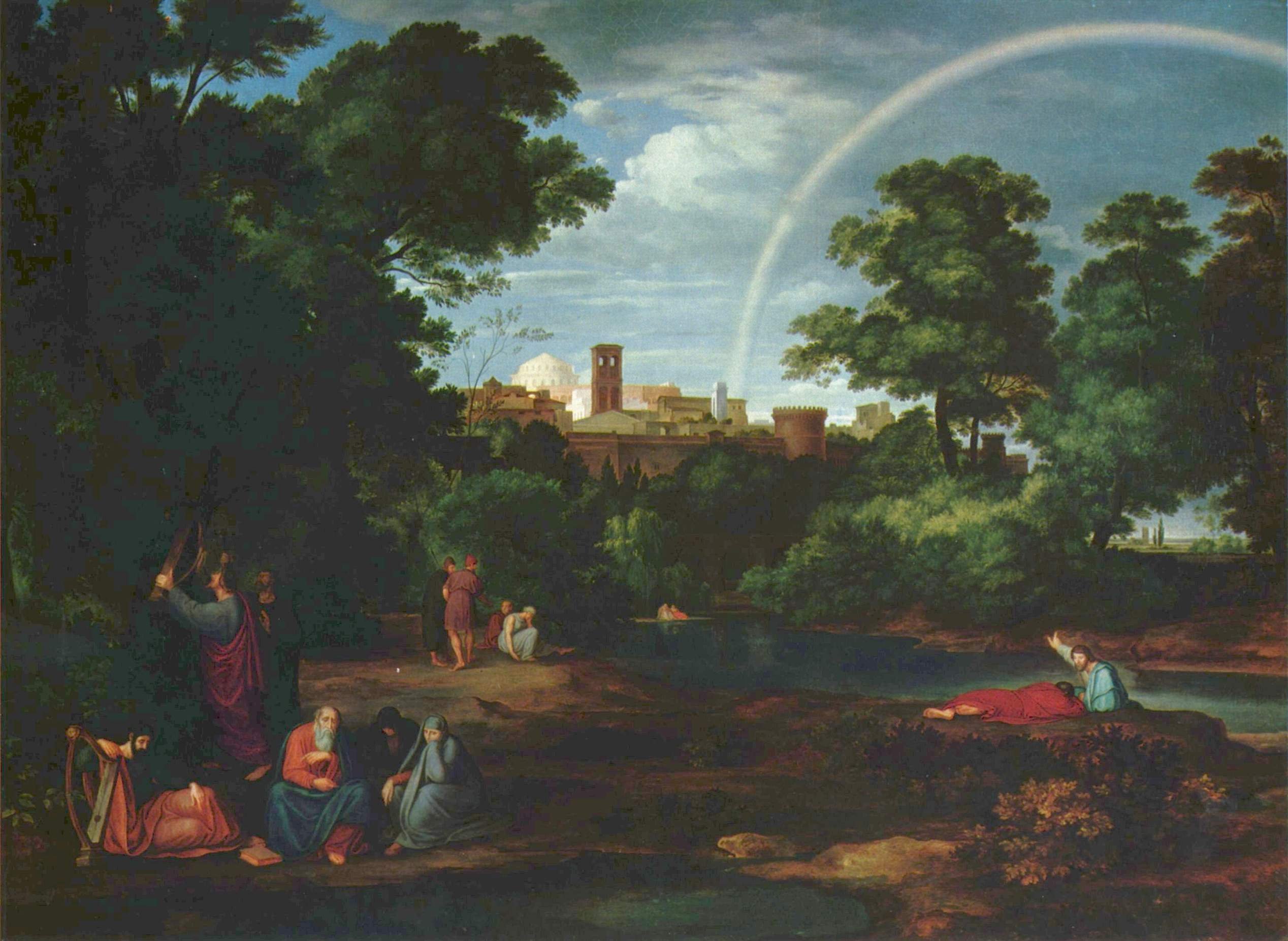
Die Juden in der Babylonischen Gefangenschaft – Behnhaus (1838)

Johann Heinrich Ferdinand Olivier, gen. der Jüngere (* 1. April 1785 in Dessau; † 11. Februar 1841 in München) war ein deutscher Maler und Grafiker. Künstlerisch stand er den Nazarenern nahe.

## Leben
Olivier war der Sohn des Pädagogen Ferdinand Olivier d. Ä. und dessen Ehefrau, der Opernsängerin Louise Niedhart. Wie seine Brüder Friedrich Olivier und Heinrich Olivier genoss auch Ferdinand Olivier in den Jahren 1801 bis 1802 ersten künstlerischen Unterricht durch Karl Wilhelm Kolbe und Johann Christian Haldenwang (1777–1831).
In den Jahren 1802 bis 1803 lernte Olivier in Berlin Holzschnitttechniken bei Johann Friedrich Unger. In dieser Zeit fiel auch Oliviers Entscheidung, Künstler zu werden. Von Sommer 1804 bis Sommer 1806 ging Olivier zusammen mit seinem Bruder Heinrich nach Dresden, wo sie meistenteils Landschaftsbilder von Claude Lorrain und Jacob Izaaksoon van Ruisdael kopierten.
Zusätzlich wurde Olivier Schüler von Jakob Wilhelm Mechau und Karl Ludwig Kaaz. Über Kontakte von Friedrich August von Klinkowström machte er Bekanntschaft mit Philipp Otto Runge und Caspar David Friedrich.
Durch den Krieg wurde Olivier 1807 in Dessau festgehalten. In dieser Zeit lernte er hier den Politiker August von Rode kennen, der ihn als Botschaftssekretär in der preußischen Vertretung in Paris engagierte. Noch im gleichen Jahr trat Olivier seinen Dienst an. Einige Monate später kam auch sein Bruder Heinrich nach. Olivier kündigte bald, um wieder Zeit für die Kunst zu haben. Durch die Vermittlung von Rodes bekam Olivier jedoch drei Aufträge von Herzog Leopold III. von Anhalt-Dessau, welche es ihm ermöglichten, den Aufenthalt in Paris bis 1810 auszudehnen.
Im Sommer 1810 unternahm Olivier zusammen mit seinem Bruder Friedrich eine Harzreise. Die auf dieser Reise entstandenen Bilder zeigen bereits den Einfluss von Caspar David Friedrich.
1811 reiste Olivier über Dresden nach Wien. Dort traf er Joseph Anton Koch. Im darauffolgenden Jahr heiratete er Margret Heller, eine Witwe mit drei Kindern. In Wien erfuhr Olivier seine religiöse Erweckung, die eine Vertiefung seines Protestantismus zur Folge hatte.
Sein Atelier wurde zum Mittelpunkt protestantischer Künstler in Wien, wobei es immer wieder zum freundschaftlichen Austausch mit den katholischen Nazarenern oder dem Kreis um August Wilhelm Schlegel kam. 1816 wurde Olivier in den Lukasbund aufgenommen. In Oliviers Familie lebten damals noch sein Bruder Heinrich Olivier und Julius Schnorr von Carolsfeld.
Nach dem Ende der Befreiungskriege reiste Olivier zusammen mit Philipp Veit durch Salzburg, und sie entdeckten diesen Landstrich für die deutsche Landschaftsmalerei. Auf einer zweiten Reise in diese Landschaft wurde er von seinem Bruder Friedrich Olivier sowie Carl Ludwig Frommel, Johann Christian Rist und Julius Schnorr von Carolsfeld begleitet.
1830 zog Olivier nach München und wurde hier auf Fürsprache Peter von Cornelius’ Nachfolger von Ludwig von Schorn (1793–1842) als  Generalsekretär der Königlichen Akademie der Bildenden Künste. 1833 wurde Olivier zum Professor für Kunstgeschichte berufen.
Im Alter von 56 Jahren starb Johann Heinrich Ferdinand Olivier am 11. Februar 1841 in München.
Obwohl Olivier sich nie in Rom aufgehalten hatte, gilt er bis heute als einer der bedeutendsten Vertreter der Nazarener. In seinem Spätwerk idealisierte er zudem Themen von Gaspard Dughet und Nicolas Poussin.

## Galerie

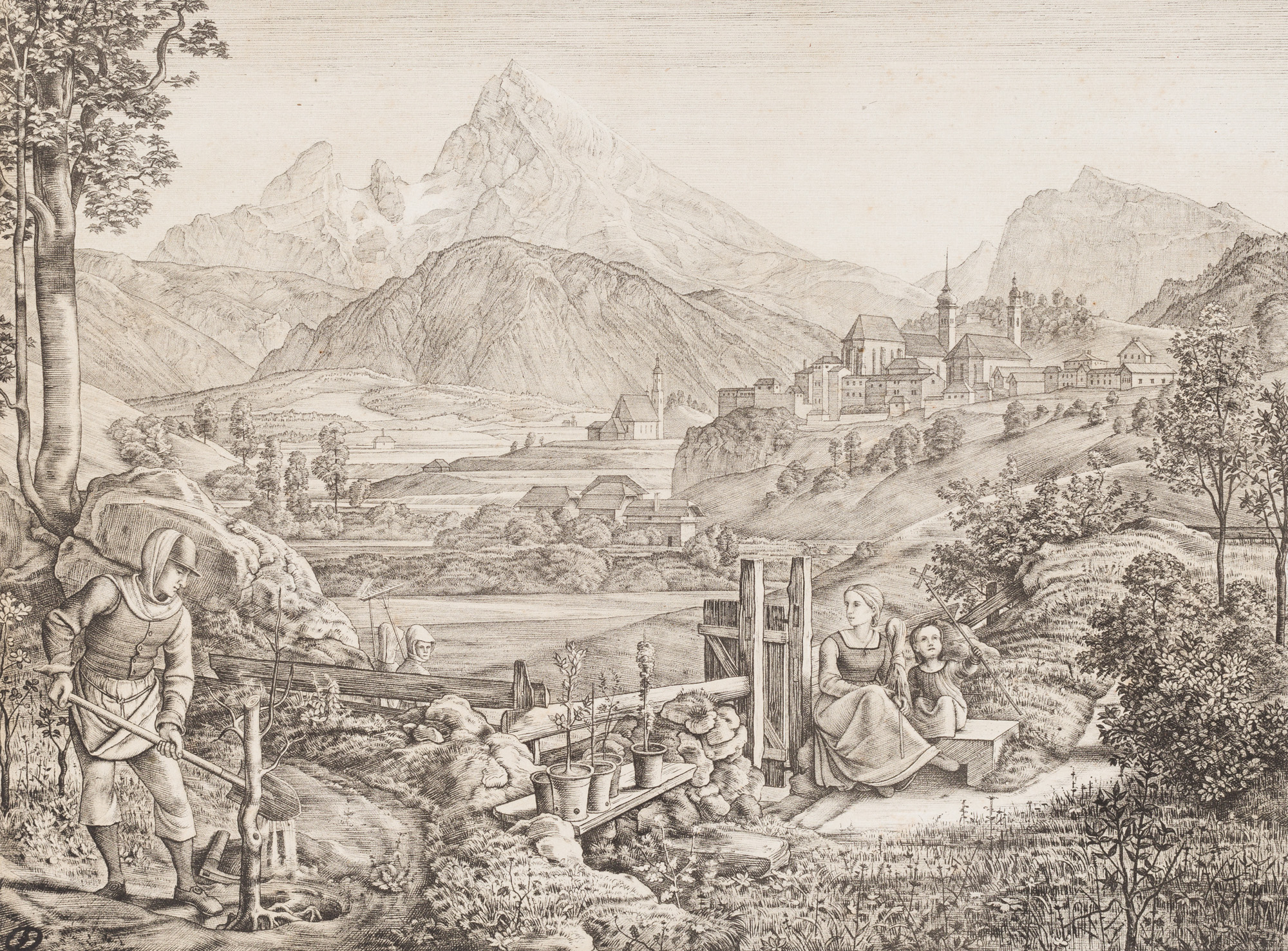
Lithografie aus der Serie „Sieben Gegenden aus Salzburg und Berchtesgaden“ (1823)
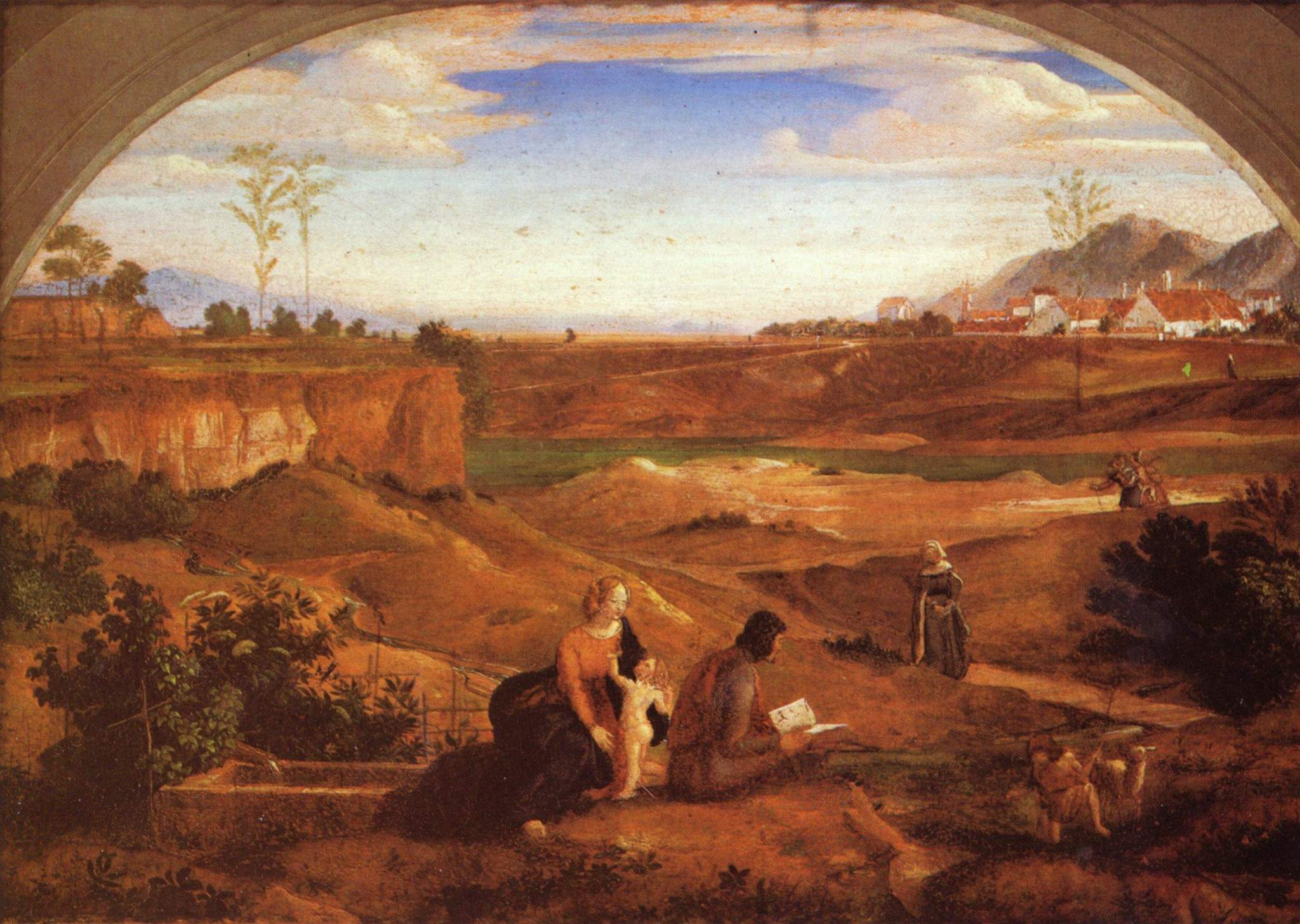
Hl. Familie mit dem Johannesknaben in einer Landschaft (1824)
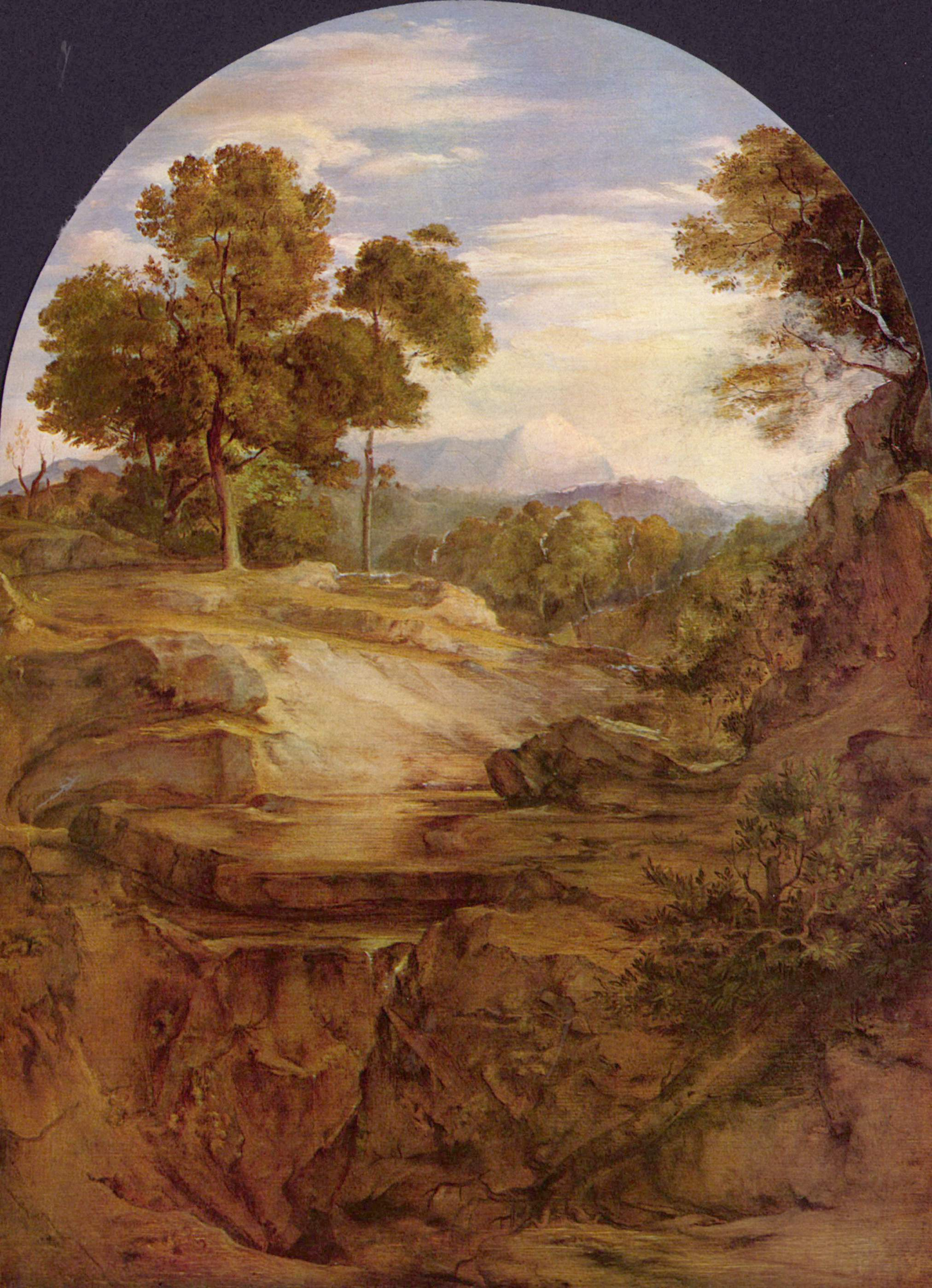
Landschaft zum „Elias“ (ca. 1830)
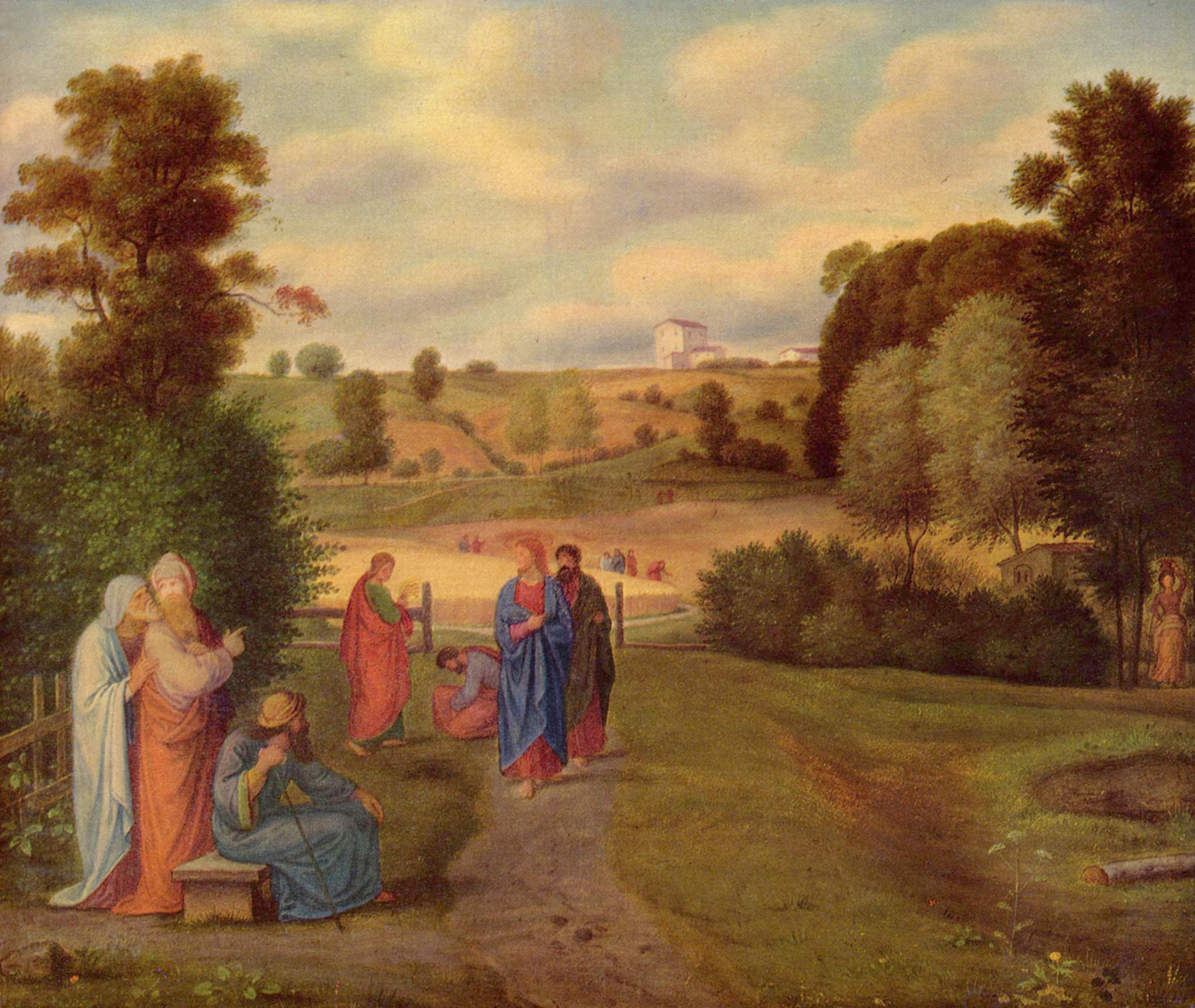
Jesus mit seinen Jüngern (ca. 1840)